# عبدالحمید حلیم شاه
پادوکا سری سلطان سر عبدالحمید حلیم شاه ابن المرحوم سلطان احمد تاج‌الدین مکرَّم شاه، کی‌سی‌ام‌جی (KCMG) (۴ ژوئن ۱۸۶۴ – ۱۳ مهٔ ۱۹۴۳) بیست وششمین سلطان کداح بود. حکمرانی او از سال ۱۸۸۱ تا ۱۹۴۳ به طول انجامید.